# Kraaiberg
De Kraaiberg is een heuvel in het Heuvelland bij Wulvergem in de Belgische provincie West-Vlaanderen.
De Kraaiberg is een onderdeel van de zogenaamde zuidelijke heuvelkam in het Heuvelland, deze bestaat daarnaast uit de Ravensberg, de Zwarte Molen, De Walletjes, de Helling van Nieuwkerke en de Rozenberg. Ten zuiden van deze heuvelkam bevindt zich het stroomgebied van de Leie, ten noorden van deze heuvelkam ligt de centrale heuvelkam waar onder andere de Kemmelberg deel van uitmaakt. Tussen de zuidelijke en centrale heuvelkam ligt het riviertje de Douvebeek. Alles ten zuiden van de centrale heuvelkam stroomt naar de Leie, alles ten noorden van deze heuvelkam naar de IJzer.

## Wielrennen
De helling is meermaals opgenomen geweest in Gent-Wevelgem. In 1991 neemt de wielerklassieker voor het eerst sinds 1955 de Kemmelberg niet op in het parcours, dit wegens een dreigende boycot van vier Franse wielerploegen. De ploegen waren het niet eens met het feit dat ze zonder volgwagen met ploegleider over de Kemmelberg moesten. De organisatie besluit daarop de Kemmelberg te schrappen. In plaats van de voor dat jaar bedoelde drie beklimmingen van de Kemmelberg zoekt men nu naar "2e rangs" hellingen als de Goeberg, de Suikerberg en de Kraaiberg.
In 1998 en 1999 wordt de kuststreek bij Oostduinkerke al verlaten zodat een extra lus door het Heuvelland mogelijk wordt. De Kemmelberg wordt in deze edities eenmaal beklommen, als scherprechters na de Kemmelberg worden de Kraaiberg, de Helling van Mesen en de Helling van Geluveld opgenomen.
De Kraaiberg wordt ook vaker beklommen in Ledegem-Kemmel-Ledegem voor juniores. Daarnaast zit ze in de rode lus van de recreatieve Gent-Wevelgemroute.